# Tydeus octomaculatus
Tydeus octomaculatus är en spindeldjursart som beskrevs av Momen och Lundqvist 1995. Tydeus octomaculatus ingår i släktet Tydeus, och familjen Tydeidae. Arten är reproducerande i Sverige.